# Comuna Evghenița, Tarutino
Evghenița (în ucraineană Євгенівка, transliterat: Ievhenivka, în bulgară Евгеновка, transliterat: Evghenovka) este o comună în raionul Tarutino, regiunea Odesa, Ucraina, formată din satele  Arsa Bulgară, Evghenița (reședința) și Volodîmîrivka.

## Demografie
Componența lingvistică a comunei Ievhenivka
     Bulgară (79,04%)
     Română (9,3%)
     Rusă (6,81%)
     Ucraineană (3,71%)
     Alte limbi (0,07%)
Conform recensământului din 2001, majoritatea populației comunei Ievhenivka era vorbitoare de bulgară (79,04%), existând în minoritate și vorbitori de română (9,3%), rusă (6,81%) și ucraineană (3,71%).